# كأس جمهورية أيرلندا 2019
كأس جمهورية أيرلندا 2019 (بالإنجليزية: 2019 FAI Cup)‏ هو الموسم 96 من كأس جمهورية أيرلندا. أقيم خلال الفترة 19 أبريل 2019 وحتى 3 نوفمبر 2019، وأشرف على تنظيمه اتحاد أيرلندا لكرة القدم، وكان عدد الأندية المشاركة فيه 40، وفاز فيه نادي شامروك روفرز.